# Louis François Cauchy
Louis François Cauchy (27 de mayo de 1760 - 28 de diciembre de 1848) fue un alto funcionario del gobierno francés y el padre del matemático Augustin Louis Cauchy.
Nacido el 27 de mayo de 1760 en Rouen en una familia de clase media alta, Cauchy estudió en el Colegio de Lisieux en París. En 1771 recibió el primer premio en el concurso general.
Se convirtió en abogado en el Parlamento de Normandía, y en 1783 se unió a la Oficina del Intendente General de Rouen, Louis Thiroux de Crosne. Cuando de Crosne tomó carga de la policía de París, Cauchy le acompañó como su adjunto. En octubre de 1787 se casó con María Magdalena Desestre, que perteneció a una familia de oficiales de París. Tuvieron cuatro hijos: Augustin Louis Cauchy (1789-1857), Alexandre Laurent Cauchy (1792-1857), Eugène François Cauchy (1802 -1877) y una hija.
En abril de 1794, de Crosne fue ejecutado por el gobierno revolucionario francés. Luego de Cauchy no tenía algún cargo oficial hasta la instalación del gobierno de Napoleón Bonaparte.
En 1800 fue elegido Guardián de los Sellos (Garde des Sceaux) en el Senado francés, y trabajó también como secretario y archivero de la Cámara de los Pares. Fue elevado a la nobleza por el rey Carlos X en 1825.
Murió el 28 de diciembre de 1848 en Arcueil a la edad de 88 años.